# Alloteratura sinica
Alloteratura sinica är en insektsart som först beskrevs av Bei-bienko 1957.  Alloteratura sinica ingår i släktet Alloteratura och familjen vårtbitare. Inga underarter finns listade i Catalogue of Life.